# Полк, Аманда
Аманда Полк (англ. Amanda Polk; род. 2 августа 1986, Питтсбург, Пенсильвания) — американская гребчиха, выступавшая за сборную США по академической гребле в период 2004—2016 годов. Чемпионка летних Олимпийских игр в Рио-де-Жанейро, пятикратная чемпионка мира, победительница многих регат национального и международного значения.

## Биография
Аманда Полк родилась 2 августа 1986 года в Питтсбурге, штат Пенсильвания. Училась в Оклендской католической старшей школе, затем поступила в Университет Нотр-Дам. Заниматься академической греблей начала в 2002 году, проходила подготовку в Гребном тренировочном центре Соединённых Штатов в Принстоне.
Дебютировала на международной арене в 2004 году, когда в распашных рулевых восьмёрках выступила на юниорском мировом первенстве в Испании.
В 2008 году в восьмёрках выиграла молодёжную всемирную регату в Бранденбурге.
Первого серьёзного успеха на взрослом международном уровне добилась в сезоне 2009 года, когда вошла в основной состав американской национальной сборной и побывала на чемпионате мира в Познани, откуда привезла награду серебряного достоинства, выигранную в зачёте безрульных четвёрок — в финале уступила только экипажу из Нидерландов.
В 2010 году в восьмёрках отметилась победой на этапе Кубка мира в Люцерне, одержала победу на мировом первенстве в Карапиро.
В 2011 году в восьмёрках вновь была лучшей на этапе Кубка мира в Люцерне, первенствовала на чемпионате мира в Бледе.
На мировых первенствах 2013 года в Чхунджу и 2014 года в Амстердаме так же поднималась на высшую ступень пьедестала почёта. Помимо этого, добавила в послужной список и несколько медалей с Кубка мира.
В 2015 году в восьмёрках победила на мировом первенстве в Эгбелете, став таким образом пятикратной чемпионкой мира по академической гребле.
Благодаря череде удачных выступлений удостоилась права защищать честь страны на летних Олимпийских играх 2016 года в Рио-де-Жанейро. В составе экипажа, куда также вошли гребчихи Эмили Реган, Керри Симмондс, Лорен Шметтерлинг, Меган Мусницки, Тесса Гоббо, Элеанор Логан, Аманда Элмор и рулевая Кейтлин Снайдер, обошла в финале восьмёрок всех своих соперниц, в том числе опередив преследовавшую их сборную Великобритании почти на две с половиной секунды — тем самым завоевала золотую олимпийскую медаль.